# Сарманкіно
Сарма́нкіно (рос. Сарманкино, марій. Сармансола) — присілок у складі Гірськомарійського району Марій Ел, Росія. Входить до складу Троїцько-Посадського сільського поселення.

## Населення
Населення — 51 особа (2010; 62 у 2002).
Національний склад (станом на 2002 рік):
- гірські марійці — 100 %